# Кулухов, Илья Давидович
Илья Давидович Кулухов (1901, с. Ионча, Тифлисская губерния, Российская империя — не ранее 1969) — советский партийный и государственный деятель, председатель исполкома Юго-Осетинской автономной области (1948—1953).

## Биография
Член РКП(б) с 1921 г. В 1932 г. окончил Коммунистический университет трудящихся Востока имени И. В. Сталина. В 1922—1924 гг. — в РККА.
С 1921 г. — на хозяйственной, общественной и политической работе.
- 1924—1928 гг. — ответственный секретарь Джавского уездного комитета КП(б) Грузии (Автономная область Юго-Осетии), председатель Политического бюро ЧК при СНК ССР Грузия Юго-Осетинской автономной области, ответственный секретарь Ленингорского районного комитета КП(б) Грузии (Автономная область Юго-Осетии),
- 1932—1934 гг. — директор строительства,
- 1934—1941 гг. — на советской работе,
- 1941—1947 гг. — в РККА, участник Великой Отечественной войны,
- 1947—1948 гг. — секретарь Сталинирского городского комитета КП(б) Грузии,
- 1948—1953 гг. — председатель исполнительного комитета Областного Совета Юго-Осетинской автономной области.

Затем — директор Сталинирского механического завода, директор Сталинирского завода «Эмальпровод».
Избирался депутатом Верховного Совета СССР 3-го созыва.